# Running on Empty
Running on Empty (título no Brasil: O Peso de Um Passado e em Portugal: Fuga Sem Fim) é um filme do gênero drama dos Estados Unidos. Tem em seu elenco principal River Phoenix e Martha Plimpton.

## Sinopse
O filme conta a história de Annie e Arthur Pope, que em 1971 protestaram as autoridades contra a guerra. Desde então, fogem da FBI, e não moram em um local fixo. Eles usam nomes falsos a todos os lugares em que moram temporariamente. Eles tem dois filhos: Danny e Harry Pope. Alguns motivos levam Danny Pope a querer ficar na cidade, ele toca teclado, e foi selecionado para a escola de música, e também acaba se apaixonando por Lorna Philips com quem vive um amor juvenil.

## Premiações e Indicações
- Academy Awards, USA (Oscar)
  - Indicação: Melhor ator coadjuvante para River Phoenix.
  - Indicação: Melhor escritor, e melhor enredo original para Naomi Foner.
- Golden Globes, USA (Globo de Ouro)
  - Vencedor: Melhor enredo para Naomi Foner.
  - Indicação: Melhor ator coadjuvante para River Phoenix.
  - Indicação: Melhor filme de drama.
  - Indicação: Melhor atriz para Christine Lahti.
- Los Angeles Film Critics Association Awards
  - Vencedor: Melhor atriz para: Christine Lahti.
- National Board of Review, USA
  - Vencedor: Melhor ator coadjuvante para River Phoenix.
- Young Artist Awards
  - Indicação: Melhor filme sobre família.
  - Indicação: Melhor atriz coadjuvante para Martha Plimpton.

## Elenco
- Christine Lahti ...  Annie Pope/Cynthia Manfield
- River Phoenix ...  Danny Pope/Michael Manfield
- Judd Hirsch ...  Arthur Pope/Paul Manfield
- Jonas Abry ...  Harry Pope/Stephen Manfield
- Martha Plimpton ...  Lorna Phillips
- Ed Crowley ...  Mr. Phillips
- L.M. Kit Carson ...  Gus Winant
- Steven Hill ...  Donald Patterson
- Augusta Dabney ...  Abigail Patterson
- David Margulies ...  Dr. Jonah Reiff
- Lynne Thigpen ...  Contact at Eldridge St.
- Marcia Jean Kurtz ...  School Clerk
- Sloane Shelton ...  Mrs. Phillips
- Justine Johnston ...  Librarian
- Herb Lovelle ...  Hospital Clerk